# Senato della Repubblica (Portogallo)
Il Senato della Repubblica (in portoghese Senado da República) è stata la camera alta del Congresso della Repubblica secondo la Costituzione portoghese del 1911. Fu in funzione dal 26 agosto 1911, data dell'entrata in vigore della Costituzione, fino al 30 maggio 1926, due giorni dopo che un colpo di Stato di stampo militare ottenne il controllo e sospese il Congresso.

## Storia
I senatori erano eletti nelle circoscrizioni e nelle province d'oltremare e rimanevano in carica per 6 anni. Con le modifiche introdotte nel 1918 essi divennero anche rappresentanti di categorie professionali (agricoltura, industria, commercio, servizi pubblici, libere professioni, arti e scienze). Ogni 3 anni, in concomitanza con le elezioni per il rinnovo totale dei membri della Camera dei Deputati, il 50% dei senatori veniva rieletto. Oltre alle funzioni legislative condivise con i deputati, i senatori erano in aggiunta responsabili di approvare o rifiutare le nomine dei governatori e commissari delle province d'oltremare.
La prima elezione del Senato avvenne il 25 agosto 1911 da parte dell'Assemblea Nazionale Costituente mentre la prima seduta si tenne il giorno successivo. La legislatura durava 3 anni e ogni sessione legislativa 4 mesi. Le sedute potevano avvenire o di giorno o di notte e potevano essere o pubbliche o segrete.

## Composizione
Era composto da un Presidente, da due vicepresidenti, due segretari e due vicesegretari che rimanevano in carica per tutta la durata della legislatura. Questi dovevano essere eletti per maggioranza assoluta dai senatori in carica.
La seduta parlamentare era presieduta dall'ufficio di presidenza composto dal presidente e dai due segretari. In assenza di uno di questi membri, subentravano i vice.

### Presidenti del Senato
| Presidente | Presidente                     | Partito | Partito                         | Mandato          | Mandato           |
| Presidente | Presidente                     | Partito | Partito                         | Inizio           | Fine              |
| ---------- | ------------------------------ | ------- | ------------------------------- | ---------------- | ----------------- |
|            | Braamcamp Freire               |         | Partito Repubblicano Portoghese | 26 agosto 1911   | 29 giugno 1914    |
|            | António Xavier Correia Barreto |         | Partito Democratico             | 7 gennaio 1915   | 5 dicembre 1917   |
|            | Manuel Jorge Forbes de Bessa   |         | Partito Unionista               | 19 luglio 1918   | 4 novembre 1918   |
|            | Zeferino Falcão                |         | Partido Nacional Republicano    | 3 dicembre 1918  | 18 febbraio 1919  |
|            | António Xavier Correia Barreto |         | Partito Democratico             | 2 giugno 1919    | 31 maggio 1921    |
|            | Augusto Barreto                |         |                                 | 2 agosto 1921    | 17 settembre 1921 |
|            | Jose Pereira Osório            |         | Partito Democratico             | 20 febbraio 1922 | 30 novembre 1922  |
|            | António Xavier Correia Barreto |         | Partito Democratico             | 2 dicembre 1922  | 30 maggio 1926    |